# Église Saint-Just de Pressac
L'église Saint-Just est une église catholique située à Pressac, en France.

## Localisation
L'église est située dans le département français de la Vienne, sur la commune de Pressac.

## Historique
Le toit a été surélevé pour abriter un espace défensif lors de la guerre de Cent Ans.Le chœur a été reconstruit en 1563 dans le style gothique tardif.
Elle est devenue célèbre à la suite du « miracle eucharistique » survenu lors d'un incendie le 2 avril (Jeudi saint) 1643.
L'édifice est classé au titre des monuments historiques en 1987.

## Descriptif
L'église date du XIIe siècle. Elle a un plan simple : une simple nef sans transept. L'édifice possède un chevet plat.
Le décor sculpté tant à l'extérieur qu'à l'intérieur est consacré au bestiaire et aux végétaux. des monstres à queue phallique ornent les chapiteaux, des griffons et des femmes serpents décorent les modillons.
L'église possède un beau tabernacle en bois doré de 1753.
Le vitrail du chevet est daté de 1863. Il a été réalisé par les frères Guérithault, élèves de Ingres et de Vernet. Il représente le « miracle de l'hostie ».